# Trial motocyklowy
Trial (inaczej: rajd obserwowany) – najstarsza dyscyplina sportów motocyklowych.
Polega na przejechaniu lekkim motocyklem ważącym ok. 70 kg, po wytyczonej trasie zawierającej rozmaite przeszkody np. zwalone drzewa, głazy, strome podjazdy itp. Dyscyplina wymaga równowagi i skupienia ponieważ za podparcie się stopą lub innymi elementami niż opony lub spód silnika zawodnikowi naliczane są punkty karne. 
W zawodach obserwowanych wygrywa zawodnik, który otrzyma najmniejszą liczbę punktów.
Motocykl trialowy nie posiada siodełka co wyróżnia go znacząco od pozostałych motocykli.